# Sorry (пісня Джастіна Бібера)
«Sorry» (укр. Вибач) — сингл канадського співака Джастіна Бібера з його четвертого студійного альбому Purpose (2015). Написаний Джулією Майклз, Джастіном Трантером, Сонні Муром, Майклом Такером та Бібером; пісня спродюсована Skrillex та Blood. Випущена 23 жовтня 2015 року, як другий сингл альбому. Будучи піснею в жанрі денсголл-поп та тропікал-хауз, «Sorry» містить у своєму звучанні «металічні горнові брязкання», теплі острівні ритми та дембов-ріддім біти. З ліричного боку, «Sorry» — це благання про можливість вибачитися перед коханою; Бібер просить пробачення та ще один шанс спокутувати свої провини. Пісня, за деякими твердженнями, містить плагіат пісні White Hinterland «Ring the Bell».
Пісня увійшла до чартів тринадцяти країн. 7 тижнів поспіль сингл посідав першу сходинку канадського хіт-параду Canadian Hot 100 і 3 тижні очолював чарт США Billboard Hot 100; «Sorry» була заміщена з вершини хіт-параду синглом Бібера «Love Yourself» 13 лютого 2016 року, зробивши Бібера 12-м співаком в історії Hot 100, що змістив свою пісню іншим синглом з першого місця чарту. Він також повторив це досягнення у Великій Британії, ставши третім виконавцем за всю історію, який самостійно змістив себе з вершини чарту UK Singles Chart на користь іншого свого синглу. У світі пісня стала однією з найбільш продаваних з більш ніж 10 мільйонами продажів лише у 2016 році.

## Створення
Працюючи над своїм тодішнім четвертим студійним альбомом, Джастін Бібер запросив до співпраці американського ді-джея Skrillex для запису спільного треку «Where Are Ü Now», у якому Skrillex та Diplo взяли участь в рамках свого проекту Jack Ü. Сингл став всесвітнім хітом і допоміг відновити йому свою кар'єру. Бібер прокоментував своє бажання працювати зі Skrillex, як продюсером, наступним чином: «Skrillex — геній, він суперфутуристичний, і я просто обожнюю його звуки. Я думаю, що можливість включити таке звучання у те, що я роблю, було надзвичайно класним, тому що це щось нове і свіже, і я відчуваю, що ніхто цього раніше не робив». Skrillex, коментуючи свій вклад у альбом, сказав: «Я чув деякі добре написані пісні, які були дійсно гарні, що вони хотіли їх видати, і на їхній основі, ми написали кілька нових пісень. Це була можливість спробувати деякі речі, які я ніколи не робив раніше, і ми в кінцевому підсумку зробити щось дійсно унікальне.» Skrillex також запросив Майкла Таккера, під його творчим ім'ям BloodPop, щоб він допоміг випустити кілька треків для альбому. Таккер написав «Sorry» разом з іншими авторами і відразу ж відчув, що це хіт. Пізніше він повинен був переконати команду Бібера, що «Sorry» — це «пісня».

## Випуск
18 жовтня 2015 року Бібер оголосив про випуск «Sorry», а через день ця пісня була частково опублікована у Vine; в опублікованому відео присутні King Bach та Мішель Обама. 21 жовтня 2015 року Бібер опублікував 13-секундний шматок пісні, а 23 жовтня 2015 року пісня була офіційно випущена як другий сингл альбому Purpose. Того ж дня Бібер розмістив відео на своєму Instagram, де він у студії разом з Blood і Skrillex слухають пісню і катаються на гіроскутерах. «Латиноамериканський ремікс» пісні за участі колумбійського співака Джея Балвіна був випущений 6 листопада 2015 року.

## Запис та написання
«Sorry» стала результатом студійної співпраці Майкла Таккера, під його творчим іменем «Blood», з авторами пісень Джастіном Трантером та Джулією Майклз. Такер відповідав за написання музики, а Трантер і Майклс — за слова пісні. Майклс і Трантер, які вже працювали разом над кількома треками і стали партнерами у написанні пісень, були запрошені до співпраці з Такером. Таккер створив мелодію пісні разом з Бібером, а Майклс працювала над вокалом з Трантером, і, як вона пригадує, слово «sorry» просто «вискочило» її голови. Після цього вони придумали текст пісні, на який надихнула одна особиста подія Майклс, після чого вони відправили демо-версію команді Бібера, а сам Бібер полюбив трек і «змінив декілька речей, щоб зробити його більш ближчим собі». Skrillex відповідав за долі і стверджував, що він також виступав як підтримка «того, що сказав Джастін, і допомагав йому залишатись простим та записувати добрі, пам'ятні пісні». Спочатку Бібер вважав, що пісня надто безпечна та простою, але Skrillex переконав його, що у неї дуже витончена простота.
Blood, коментуючи в інтерв'ю створення пісні, зазначив: «З точки зору продюсера, я вважаю, що приглушення вокальної техніки виконання дозволяє представляти людей або ситуації, в яких Джастін або слухач можуть бути виправданими. Вокальні маніпуляції створюють неоднозначний звук, і після цього Джастін відповідає: „Sorry“ (укр. Пробач). Я люблю цю оповідь. Вокальне виконання Джастіна і тріумфальна розв'язка пісні забарвили розповідь у теплий колір. Я найбільше захоплююсь музикою, яка дозволяє ритму розповісти історію не гірне, ніж вокал, і у „Sorry“, біт каже, що рух далі і вибачення можуть бути захоплюючими і веселими». В той же час, Бібер зазначав, що «чим більше [він] слухав пісню, тим більше він закохався в неї». Він додав: «Мелодійність дійсно приваблива, і дехто може неправильно тлумачити що це зроблено задля успішності пісні […], але це схоже на трек Beatles „Let It Be“ — прості мелодії, але це настільки успішна „справжня музика, якої нам просто зараз не вистачає“».

## Композиція та інтерпретація тексту
Відповідно до опублікованої на сайті Musicnotes.com компанією Universal Music Publishing Group інформації, пісня написана в тональності мі-бемоль мажор в помірному за швидкістю темпі у 100 ударів на хвилину. Вокал Бібера охоплює діапазон від Eb3 до Bb4. «Sorry» є піснею в жанрі денсголл та тропікал-хауз. Вона містить «спокійний, але збуджуючий EDM-біт, що включає „металічне мекання горну“», реггетон-ритм, теплі острівні ритми і демвід-ритм. Мелодія пісні починається з одинокої ноти на фортепіано перед виразним мотивом, під час якого швидкий спів переводить акцент на себе. Бібер використовує рівний фальцет під час виконання треку. Бьянка Грейсі з Idolator провела паралель між «Sorry» і попереднім синглом «What Do You Mean?» та відзначила використання «подібного тропікал-поп стилю» і помітила подібні «кілька пряних, солодких, пляжних та денсголлових нот». Багато критиків також звернули увагу на звукові схожості між обома піснями.
Лірично, пісня є благанням «про шанс вибачитися перед невідомим коханцем», в якій Бібер просить вибачення «кажучи, що йому не вистачає „більше, ніж просто [її] тіла“» і «сподіваючись, що вони можуть „обоє сказати ті самі слова і забути про це“». Протягом пісні він співає: «Я впевнений, ти знаєш, що я зробив помилки, можливо, раз або два/ Говорячи „раз або два“, я маю на увазі пару сотень разів. Так дозволь мені, так дозволь мені спокутувати провину цієї ночі/ Тому що мені просто потрібна ще одна спроба, другий шанс». Ендрю Антербергерг зі журналу Spin зазначив, що у пісні «Бібер все ще трохи гордий для благань; він принижує покаяння у своїх віршах, переводячи тему „Ви знаєте, що немає невинних у цій грі для двох“, і фактично ніколи не виголосить справжнього вибачення, просто запитуючи, чи це все-таки буде продуктивним».
Що стосується тексту пісні, Шелдон Пірс із журналу Complex стверджує, що він «щирий», в той час як Емі Девідсон з порталу Digital Spy притримується зворотної думки, вважаючи пісню не такою, що містить у собі вибачення. Тим часом, Джеймісон Кокс із The Verge запитує: «Він співає для колишньої, чи для слухачів по всьому світу?» Джулією Майклс, одна з авторів пісні, стверджувала, що «ми просто намагалися спіймати цей момент у стосунках або певний момент у вашому житті, коли ви розумієте, що ви зробили помилку, і ви, нарешті, готові визнати це і вибачитися.» Пізніше Бібер зізнався, що пісня не є вибачення за його минулі проступки, пояснюючи: «Люди бігали з тим, що я вибачаюсь цією піснею за різні речі перед різними людьми. Це насправді не має нічого спільного з цим … Йшлося про дівчину». Пізніше він підтвердив, що дівчина, про яку йшла мова, була його колишня — Селена Гомес.

## Відгуки критиків
Лія Грінблатт з Entertainment Weekly згадувала пісню як «урізану для максимальної аеродинаміки, з ментоловим вокалом і підсолодженим стуком басу, чарівно звиваючоюся лінією синтезатора.» Енді Келман з AllMusic відзначив цю пісню як один із найважливіших моментів альбому, згадуючи також і «What Do You Mean?» як треки, що «показали його поглиблений зв'язок з матеріалом і що, він виріс від виконавця до артиста». Бред Нельсон з Pitchfork також похвалив обидві пісні, назвавши їх «жвавими тропікал-хаус треками, що звучать як сонячне світло, яке пробивається крізь пальмове листя. Голос Бібера часто нагадує запаморочливе дихання крізь ноти; тут, він дозволяє йому невагомо провалитися крізь текстуру. На сьогодні, це його кращі виконання, що дозволяють йому тримати ритмічну грайливість, не видаючи і йоти розбірливих емоцій». Мейв МакДермотт з USA Today пише: «„Sorry“ це такий вушний черв'як, як і його попередній сингл „What Do You Mean?“, з тим же літнім неоновим відтінком електронної музики». Для Бьянкі Грейсі з Idolator, пісня «на кілька щаблів вища за попередній сингл» завдяки «поєднанню денсголл-чуття і продовження тенденції невимушеного вокалу», вважаючи її «однією, яка була незрівнянною у цьому році».
Мішель Геслані з Consequence of Sound привітала співпрацю з Skrillex та BloodPop, сказавши, що «результати доволі багатообіцяючі. Це холодний номер, який відрізняється теплими острівними ритмами». Бреннан Карлі зі Spin написав, що пісня «починається з тропічного драм-енд-бейсу перед вибухом в чудовому, елегантно вкрапленому приспіві», назвавши його «переможним кроком вперед для Бібера.» Ендрю Антербергерг з того ж видання зазначив: «Як і будь-яка класична Motown-пісня, „Sorry“ розуміється як та, які ставлять на повтор, і вони завжди більш переконливі, коли вони звучали як забава, яку ви втрачаєте, а ейфоричний спад пісні — кращий аргумент для другого шансу, ніж той як може представити себе будь-який співак». Мікаель Вуд з Лос-Анджелес Таймс називав трек «легкою небилицею в стилі тропікал-хауса, що стала першим великий хітом співака після юної пісні «Baby», яка виглядає як артефакт з іншої епохи (якою, значною мірою, вона і є)». Оглядач Тайм Нолан Фіней також оцінив пісню, зазначивши: «З цим чудовим бітом ні про що не шкодуєш». Ді Локетт з Vulture.com написав: «це хаусовий ритм з ароматом Карибів, з яким Бібер перевершив себе, давши свій кращий фальцет». Сем К. Mak з Slant Magazine висловив думку про те, що пісня принесла «міні-воскресіння хаус/регі-ф'южн мумбатону, поряд з найбільш дорослим і сексуальним текстом пісені Бібера.» Емі Девідсон з Digital Spy зробила висновок: «З демонстраційними вокальними спотвореннями та тропічним відчуттям „Sorry“, можливо, не є щирою спробою вибачення — але, мабуть, так звучить краще».

### Підсумки року
Billboard розмістив «Sorry» на 9 сходинці свого рейтингу 2015 року, додавши: «Джастінові Біберу треба намагатися частіше вибачитись. З яскраво відкритим звучанням маніпулятивного циклу вокалу в приспіві, Бібер приніс EDM в свою поп-палітру і зробив з ненависників шанувальник завдяки непростимо хорошому синглу».
| Критик/Видання | Рейтинг                                             | Місце | Прим.  |
| -------------- | --------------------------------------------------- | ----- | ------ |
| Billboard      | 25 кращих пісень 2015 року                          | 9     | [ 44 ] |
| Complex        | Кращі пісні 2015 року                               | 15    | [ 45 ] |
| Нью-Йорк Таймс | Кращі пісні 2015 року (за версією Джона Караманіки) | 11    | [ 46 ] |
| USA Today      | 50 кращих пісень 2015 року                          | -     | [ 47 ] |
| Village Voice  | Pazz & Jop                                          | 39    | [ 48 ] |

## Позиції в чартах

### Північна Америка
У Сполучених Штатах «Sorry» дебютував на другій сходинці чарту Billboard Hot 100 14 листопада 2015 року, з продажами у 277.000 завантажень і 23,1 млн стрімінгових відтворень у США за перший тиждень, ставши другим поспіль синглом Бібера, що потрапив одразу до першої десятки цього хіт-параду (після «What Do You Mean?», який дебютував на вершині чарту) та загалом його восьмим синглом у топ-10 хіт-параду Billboard. Пісня поступилася лише синглу Адель «Hello», який дебютував на першій сходинці чарту з продажами у 1,11 мільйонів завантажень за перший тиждень. Сингли «What Do You Mean?» і «Sorry» дебютували на першому і другому місці чарту, відповідно, зробивши альбом Бібера Purpose четвертим альбомом в історії Billboard, пісні з якого потрапили до Hot 100 на перші позиції (інші — альбоми Мераї Кері Daydream в 1995-96 роках та Butterfly в 1997-98 роках, і альбом Eminem Recovery в 2010 році). Крім того, з «Sorry» на другій сходинці та «What Do You Mean?» на п'ятій сходинці, Джастін Бібер став 20-м сольним співаком, чиї дві пісні одночасно перебували у топ-5 хіт-параду. На наступному тижня продажі пісні становили 129.000 завантажень, і її позиція в чарті Hot 100 опустилась до четвертої сходинки. Водночас, вона перемістилася з 37 до 27 сходинку чарту Radio Songs, з 46 мільйонами відтворень серед загальної форматної аудиторії. На четвертому тижні, після випуску Purpose, пісня знову піднялася на другу сходинку чарту Hot 100, з продажами у 82.000 примірників. Того тижня Біберові «What Do You Mean?» і «Love Yourself» (трек з Purpose, який дебютував чарті після того як продажі сягнули 140.000 завантажень) розташувались на п'ятій і на четвертій сходинці Hot 100, відповідно, і Бібер став лише третім артистом, чиї три сингли одночасно входили в топ-5 чарту (до нього це вдавалося лише The Beatles в 1964 році та 50 Cent у 2005 році). Крім того, цього ж тижня, 17 пісень Бібер входили до чарту Hot 100 одночасно, побивши рекорд, раніше встановлений The Beatles і Дрейком.
12 грудня 2015 року, після того, як Бібер виступив на American Music Awards, «Sorry» піднялася з другої на першу позицію хіт-параду Digital Songs, з продажами у 178.000 завантажень і ставши третьою піснею Бібера в топі чарту після «Boyfriend» 2012 року та попереднього синглу «What Do You Mean?». 2 січня 2016 року в чарті Streaming Songs ця пісня стала першим синглом Бейбера що зайняла в ньому перше місце, піднявшись з 2 на 1 сходинку. Того тижня він також став другою піснею Бібера, що очолила чарт Mainstream Top 40. Після восьми тижнів (з них сім тижнів поспіль) перебування на другому місці хіт-параду Hot 100, 23 січня 2016 року «Sorry» змістив сингл Адель «Hello» з вершини чарту, ставши другим синглом Бібера, що очолив Billboard Hot 100, з продажами у 128.000 завантажень і охопленням аудиторії у 145 мільйонів слухачів. Станом на 6 лютого 2016 року «Sorry» залишався на вершині чарту Hot 100 третій тиждень поспіль, ставши рекордом для Бібера у цьому хіт-параді. Того тижня сингл Бібера «Love Yourself» піднялася з 3 до 2 сходинки, зробивши його 17 співаком в історії Hot 100, чиї пісні одночасно посідали 1 і 2 місця. На той час, він був лише 11 провідним виконавцем в обох піснях, чиї сингли одночасно зайняли 1 і 2 сходинки в Hot 100. Наступного тижня «Sorry» став першим синглом Бібера в чарті Radio Songs, що посів першу сходинку, після того як охопив 141 мільйонну аудиторію, однак він був зміщений з вершини чарту Hot 100 його ж піснею «Love Yourself». Бібер став 12 артистом в 57-річній історії Hot 100, що свою піснею змістив з вершини чарту свою ж пісню. 2 квітня 2016 року «Sorry» 21 тиждень перебувала в першій десятці чарту Hot 100, враховуючи підйоми синглу у топ-10 Hot 100 від моменту дебюту пісні. Аналогічний рекорд встановила пісня Бібера «What Do You Mean?». Рекорд був перевершений пізніше самим Бібером з піснею «Love Yourself», яка протрималась 23 тижні поспіль у першій десятці з моменту свого дебюту. Станом на лютий 2016 року у США було продано 2 мільйони примірників «Sorry».

### Європа та Океанія
У Великій Британії, 30 жовтня 2015 року, пісня посіла другу сходинку чарту UK Singles Chart, поступившись пісні Адель «Hello». Однак, 20 листопада 2015 року вона піднялася на вершину UK Singles Chart, з продажами у 104.000 примірників та 5,35 мільйонами стрімінгових відтворень, ставши другою піснею Бібера, що посіла першу сходинку британського чарту. Того ж тижня, в першу п'ятірку Official Singles Chart потрапили три пісні Бібер, зокрема «Sorry» (1), «Love Yourself» (3) і «What Do You Mean?» (5). Жодному іншому виконавцю це не вдавалося 34 роки, після того як такий же рекорд в січня 1981 року встановив Джон Леннон. Крім того, одночасно вісім пісень Бібера входили до топ-40 чарту, що стало рекордною кількістю пісень живого артиста, які одночасно займали місця в топ-40 Official Singles Chart (найближчим до цього був Елвіс Преслі, коли в 1957 році сім його пісень водночас входили до топ-40). Наступного тижня «Sorry» залишався на першому місці, тим часом «Love Yourself» піднявся на другу сходинку, що зробило Бібера першим артистом, чиї пісні одночасно займали 1 і 2 сходинки чарту Official Singles Chart за останні 30 років, після того як в 1985 році Мадонна «Into the Groove» і «Holiday» встановили цей рекорд. Наступного тижня, «Sorry» була зміщена з вершини чарту синглом Бібера «Love Yourself», з 5,5 і 5,97 мільйонами стрімінгових відтворень. Бібер став першим артистом, чия пісня змістила його ж пісню з вершини чарту, після того як це вдалося пісням Елвіса Преслі у 2005 році. Крім того, він був першим живим виконавцем, хто зробив це після The Beatles в грудні 1963 року. «Sorry» та «Love Yourself» трималися на тих же позиціях ще два тижні поспіль, завдяки чому Бібер став першим виконавцем за всю історію, чиї пісні чотири тижні поспіль займали 1 і 2 місця чарту, ти сами, побивши рекорд The Beatles, чиї пісні три тижні поспіль займали 1 і 2 в 1967-68 роках. «Sorry» стала десятою найпопулярнішою піснею у Великій Британії з продажами у 934.000 комбінованих одиниць. 10 червня 2016 року «Sorry» стала першою піснею, яка здобула 100 мільйонів стрімінгових відтворень у Великій Британії. Станом на вересень 2017 року продажі пісні становили 724.000 копій у фактичних продажах, 144 млн стрімінгових відтворювань, що становить загалом 2.168.000 комбінованих одиниць.
В Австралії «Sorry» посів другу сходинку чарту ARIA Singles Chart, ставши третьою піснею Бібера в першій десятці чарту в 2015 році, і четвертою за весь час. У Новій Зеландії «Sorry» стала другою піснею Бібера що очолила чарт.

## Музичне відео

### Purpose: The Movement
22 жовтня 2015 року було випущено танцювальне відео на пісню «Sorry». У кліпі знялися новозеландські танцювальні гурти ReQuest Dance Crew та The Royal Family, режисером і хореографом відео стала Парріс Гебель з Нової Зеландії, який також з'являється у кліпі як танцюрист. Спочатку відео мало бути ліричне (текстове) відео, але зрештою було збережено як танцювальне відео. Описуючи його як «барвисте, веселе та оптимістичне», Гебель сказала: «[Ми хотіли] просто дати йому більше життя. Ми використали вінтажність 90-х років. Я та двоє моїх друзів значною мірою стилізували всіх. Ми всі зробили макіяж і були невимушеними… Здебільшого, це був речі з мого гардеробу. Ми просто спокійно зробили те, що мали зробити». Станом на січень 2018 року музичне відео на YouTube зібрало 2,8 мільярда переглядів, та стало шостим найпопулярнішим відео на сайті, 22-м що сягнуло 1 мільярда переглядів, п'ятим — за швидкістю досягнення 1 мільярда переглядів, а четвертим — що найшвидше досягнуло позначки у 2 мільярди переглядів.

### Текстове відео
Тестове відео на пісню «Sorry» було випущено 29 жовтня 2015 року. У кліпі представлена дівчина (яку грає танцюрист Лорен Гадсон Петріллі), де показано день її життя, слова пісні, що з'являються у випадкових місцях за різноманітних спецефектів, коли вона бродить в будинку та на вулиці. Режисерами відео стали Зак Кінг та Аарон Бенітез.

## Виконання наживо
Бібер виконав пісню на Шоу Елен Дедженерес 13 листопада 2015 року. Він також був музичним гостем з цією піснею у Нічному шоу з Джиммі Феллоном. Крім того, Бібер виконав цю пісню під час церемонії нагородження American Music Awards 2015, яка відбулася 22 листопада 2015 року в Microsoft Theater у Лос-Анджелесі, Каліфорнія. Співак також вийшов на сцену під час фіналу дев'ятого сезону талант-шоу Голос 15 грудня 2015 року, щоб виконати «Sorry». Бібер виконав пісню наживо на церемонії Brit Awards 2016 в Лондоні 24 лютого 2016 року. Впродовж 2016—2017 років Бібер неодноразво виконував «Sorry» під час свого світового концертного туру Purpose World Tour.

## Звинувачення у плагіаті
У травні 2016 року Billboard повідомив, що проти Бібера і Skrillex було подано позов інді-співачкою White Hinterland, яка стверджує, що вони використали вокальний цикл з її пісні 2014 року «Ring the Bell» без дозволу. Вісім секунд рифу «Ring the Bell» нібито використовуються шість разів в «Sorry». Співавтори також отримали звинувачення в рамках позову. Продюсер Skrillex відповів на звинувачення, завантаживши відео, на якому він здійснює маніпуляції з вокалом співавтора Джулії Майклз, доводячи, що вони не крали фрагменти пісні.

## Використання в медіа
Пісню можна почути в норвезькому телесеріалі Сором (4-й епізод 3 сезону). Пісня представлена в грі Just Dance 2017, це одна з пісень, що входить до демо-версії цієї гри. Пісня була відібрана та спародійована Фоном Міллером для гри Madden 17 з головним ролі фон Міллер.

## Чарти
| Чарт (2015–16)                                             | Найвища позиція |
| ---------------------------------------------------------- | --------------- |
| Аргентина (Monitor Latino) Latino Remix за участі J Balvin | 10              |
| Австралія (ARIA)                                           | 2               |
| Австрія (Ö3 Austria Top 75)                                | 2               |
| Бельгія (Ultratop Flanders)                                | 2               |
| Бельгія (Ultratop Wallonia)                                | 3               |
| Бразилія (Billboard Brasil Hot 100)                        | 6               |
| Канада (Canadian Hot 100)                                  | 1               |
| Чехія (IFPI)                                               | 9               |
| Чехія (Singles Digitál Top 100)                            | 1               |
| Колумбія (National-Report) Latino Remix за участі J Balvin | 6               |
| Данія (Tracklisten)                                        | 1               |
| Фінляндія (Suomen virallinen lista)                        | 2               |
| Франція (SNEP)                                             | 4               |
| Німеччина (Media Control AG)                               | 3               |
| Угорщина (Rádiós Top 40)                                   | 26              |
| Угорщина (Single Top 40)                                   | 4               |
| Ісландія (RÚV)                                             | 28              |
| Ірландія (IRMA)                                            | 1               |
| Італія (FIMI)                                              | 3               |
| Японія (Japan Hot 100)                                     | 23              |
| Ліван (Lebanese Top 20)                                    | 8               |
| Мексика (AMPROFON)                                         | 1               |
| Нідерланди (Dutch Top 40)                                  | 1               |
| Нідерланди (Mega Single Top 100)                           | 1               |
| Нова Зеландія (RIANZ)                                      | 1               |
| Норвегія (VG-lista)                                        | 2               |
| Польща (Polish Airplay Top 100)                            | 29              |
| Шотландія (Official Charts Company)                        | 1               |
| Словаччина (IFPI)                                          | 48              |
| Словаччина (Singles Digitál Top 100)                       | 1               |
| Південна Африка (EMA)                                      | 1               |
| Південна Корея (International) (Gaon Digital Chart}})      | 13              |
| Іспанія (PROMUSICAE)                                       | 1               |
| Швеція (Sverigetopplistan)                                 | 1               |
| Швейцарія (Media Control AG)                               | 2               |
| Велика Британія (Official Charts Company)                  | 1               |
| США (Billboard Hot 100)                                    | 1               |
| США (Adult Contemporary) (Billboard)                       | 11              |
| США (Adult Top 40) (Billboard)                             | 3               |
| США (Hot Dance Club Songs) (Billboard)                     | 1               |
| США (Hot Dance Airplay) (Billboard)                        | 1               |
| США (Latin Pop Airplay) (Billboard)                        | 6               |
| США (Mainstream Top 40) (Billboard)                        | 1               |
| США (R&B/Hip-Hop Airplay) (Billboard)                      | 34              |
| США (Rhythmic) (Billboard)                                 | 1               |

| Чарт (2015)                        | Позиція |
| ---------------------------------- | ------- |
| Австралія (ARIA)                   | 16      |
| Австрія (Ö3 Austria Top 40)        | 59      |
| Бельгія (Ultratop 50 Flanders)     | 86      |
| Канада (Canadian Hot 100)          | 67      |
| Данія (Tracklisten)                | 21      |
| Німеччина (Official German Charts) | 52      |
| Італія (FIMI)                      | 73      |
| Нідерланди (Dutch Top 40)          | 53      |
| Нова Зеландія (Recorded Music NZ)  | 14      |
| Швеція (Sverigetopplistan)         | 36      |
| Швейцарія (Schweizer Hitparade)    | 64      |
| Велика Британія (UK Singles Chart) | 10      |

| Чарт (2016)                             | Позиція |
| --------------------------------------- | ------- |
| Аргентина (CAPIF)                       | 1       |
| Аргентина (Monitor Latino)              | 23      |
| Австралія (ARIA)                        | 31      |
| Австрія (Ö3 Austria Top 40)             | 54      |
| Бельгія (Ultratop 50 Flanders)          | 46      |
| Бельгія (Ultratop 50 Wallonia)          | 50      |
| Бразилія (Brasil Hot 100)               | 1       |
| Канада (Canadian Hot 100)               | 1       |
| Данія (Tracklisten)                     | 16      |
| Німеччина (Official German Charts)      | 48      |
| Ізраїль (Media Forest)                  | 12      |
| Італія (FIMI)                           | 16      |
| Японія (Japan Hot 100)                  | 42      |
| Японія (Hot Overseas) (Billboard Japan) | 1       |
| Японія (Radio Songs) (Billboard Japan)  | 27      |
| Нідерланди (Single Top 100)             | 12      |
| Нова Зеландія (Recorded Music NZ)       | 7       |
| Іспанія (PROMUSICAE)                    | 5       |
| Швеція (Sverigetopplistan)              | 24      |
| Швейцарія (Schweizer Hitparade)         | 20      |
| Велика Британія (UK Singles Chart)      | 16      |
| США (Billboard Hot 100)                 | 2       |
| США (Adult Contemporary) (Billboard)    | 20      |
| США (Adult Top 40) (Billboard)          | 24      |
| США (Mainstream Top 40) (Billboard)     | 8       |
| Венесуела (English) (Record Report)     | 1       |

## Сертифікації
| Регіон | Сертифікація       | Продажі   |
| --- | ------------------ | --------- |
| Австралія (ARIA) | 7× Платиновий      | 490 000   |
| Бельгія (BEA) | 2× Платиновий      | 60,000    |
| Канада (Music Canada) | 7× Платиновий      | 560 000*  |
| Данія (IFPI Denmark) | 3× Платиновий      | 180,000^  |
| Франція (SNEP) | Діамантовий        | 250,000   |
| Німеччина (BVMI) | Платиновий         | 400,000   |
| Італія (FIMI) | 5× Платиновий      | 250 000   |
| Японія (RIAJ) | Золотий            | 100,000^  |
| Мексика (AMPROFON) | Платиновий+Золотий | 90 000    |
| Нова Зеландія (RIANZ) | 5× Платиновий      | 75,000*   |
| Польща (ZPAV) | Діамантовий        | 100 000   |
| Іспанія (PROMUSICAE) | 6× Платиновий      | 240,000   |
| Швеція (IFPI Sweden) | 7× Платиновий      | 280,000   |
| Велика Британія (BPI) | 3× Платиновий      | 1,800,000 |
| США (RIAA) | 8× Платиновий      | 6,000,000 |
| *продажі, що базуються лише на сертифікаціях · ^відвантаження, що базуються лише на сертифікаціях · продажі+прослуховування, що базуються лише на сертифікаціях |                    |           |

## Історія випуску
| Країна | Дата             | Формат                                                 | Лейбл        | Прим.   |
| ------ | ---------------- | ------------------------------------------------------ | ------------ | ------- |
| Світ   | 23 жовтня 2015   | Цифрове завантаження                                   | Def Jam      | [ 10 ]  |
| Світ   | 6 листопада 2015 | Цифрове завантаження (Latino Remix за участі J Balvin) | RBMG Def Jam | [ 12 ]  |
| Італія | 21 грудня 2015   | Contemporary hit radio                                 | Universal    | [ 179 ] |